# Thủy điện Buôn Kuốp
Công trình thủy điện Buôn Kuốp là công trình thủy điện trên sông Srêpốk ở tỉnh Đắk Lắk, Việt Nam.

## Vị trí
Công trình nằm trong địa phận các xã Hòa Phú (thành phố Buôn Ma Thuột), xã Nam Đà, huyện Krông Nô) và Dray Sáp (huyện Krông Ana), cách chỗ hợp lưu của các sông Krông Nô và Krông Ana khoảng 10 km về phía hạ lưu. Công trình có công suất 280 MW này (lớn thứ hai ở Tây Nguyên sau công trình thủy điện Yaly) được khởi công vào ngày 21 tháng 12 năm 2003. Nhà máy thủy điện Buôn Kuốp đã hoà lưới điện quốc gia. Hoàn thành bàn giao toàn bộ công trình vào tháng 3 năm 2010. Sản lượng điện hàng năm khoảng 1,4 tỷ KWh/năm. Bên cạnh việc tạo nguồn cung cấp điện cho hệ thống điện quốc gia, công trình này còn điều hòa nguồn nước, cấp nước tạo nguồn cho hạ du công trình, phục vụ tưới tiêu cho hơn 100.000ha đất nông nghiệp của tỉnh, tạo cảnh quan môi trường, phát triển du lịch, nuôi trồng thủy sản... Qui mô công trình gồm có tuyến đầu mối với đập chính và đập tràn bố trí trên sông Srêpốk; tuyến năng lượng với cửa lấy nước, đường hầm dẫn nước, tháp điều áp, đường ống áp lực, Nhà máy – kênh dẫn và trạm phân phối điện ngoài trời 220/110KV.